# Милн, Гордон
Гордон Милн (англ. Gordon Milne; 29 марта 1937, Престон, Англия) — английский футболист, выступавший на позиции полузащитника; футбольный тренер.

## Клубная карьера
Гордон Милн родился в Престоне, где начал свою карьеру игрока. В юношеском возрасте играл за академию «Престон Норт Энд». Перед тем, как в 1956 году попасть во взрослую команду, выступал за «Моркам». За родной клуб провёл 83 матча, в котором трижды поразил ворота соперника. В августе 1960 года за 16 тысяч фунтов перешёл в «Ливерпуль», став одним из первых игроков, которых подписал новоиспечённый тренер команды Билл Шенкли. Дебютировал за клуб 31 августа в игре с «Саутгемптоном», завершившемся поражением с минимальным счётом. Первый гол забил спустя три недели, в игре с «Ньюкасл Юнайтед», который команда выиграла со счётом 2:1.
Вместе с Джерри Берном сыграл основополагающую роль в становлении «Ливерпуля», сначала выйдя с ним в сезоне 1961/62 из второго дивизиона в первый, а позже став двукратным чемпионом Англии (1963/64, 1965/66) и два года подряд (1964, 1965) выиграв Суперкубок Англии. Второй матч за Суперкубок Милн пропустил из-за травмы, но спустя пару дней помог команде одержать победу (3:1) в первом матче полуфинала Кубка европейских чемпионов 1964/65 против «Интернационале». В финал прошёл клуб из Милана, так как на выезде он разгромил «Ливерпуль» со счётом 3:0. В общей сложности провёл за клуб 236 встреч, в которых забил 17 голов. После «Ливерпуля» выступал за «Блэкпул» и «Уиган Атлетик».

## Карьера в сборной
В 1963 году Гордон получил вызов сборную Англии от Альфа Рэмзи. Дебют игрока состоялся 8 мая в товарищеском матче со сборной Бразилии, завершившемся со счётом 1:1. Всего в футболке сборной Милн выходил на поле четырнадцать раз.

## Тренерская карьера
В 1970 году стал играющим тренером «Уигана», за который выступал два года и провёл 73 встречи, забив четыре мяча. В сезоне 1970/71 выиграл с клубом Северную Премьер-лигу, а через год выиграл Кубок вызова Северной Премьер-лиги.
Также тренировал сборную Англии до 18 лет, с которой стал двукратным европейским чемпионом (1972, 1973).
В июне 1972 года присоединился к тренерскому штабу «Ковентри Сити», возглавляемому Джо Мерсером. После того, как тот стал президентом клуба, Гордона назначили на должность главного тренера. Помимо этого, рассматривался как сменщик на посту сборной Англии Альфа Рэмзи, но выбор руководителей пал на Дона Реви. Милн сделал из «Ковентри» крепкую команду Первого дивизиона, не останавливаясь и пробуя в игре различные схемы (выбор тренера пал на 4-2-4). Под его руководством играли такие игроки, как: Томми Хатчинсон, Мик Фергюсон, Иэн Уоллес, Терри Йорат, Грейам Оки, Бобби Макдональд и Джим Блит.
В 1982 году возглавил «Лестер Сити», который тренировал в течение четырёх лет, после чего переехал в Турцию, где возглавил «Бешикташ». Гордону удалось выиграть вместе с командой три раза подряд чемпионат Турции, а также стать трёхкратным обладателем Кубка Турции и двукратным победителем турецкого Суперкубка. Помимо этого, он выиграл Кубок премьер-министра и четыре раза становился победителем TSYD Cup. Он также руководил японской «Нагоя Грампус». После годичного перерыва, вернулся в турецкий чемпионат, тренировав там «Бурсаспор», а затем «Трабзонспор». От тренерской деятельности Гордон перешёл к руководящей: с 1999 по 2004 года был спортивным директором «Ньюкасл Юнайтед», а позже занимал пост директора в «Бешикташе».

## Достижения

### В качестве игрока
«Ливерпуль»
- Чемпион Англии (2): 1963/64, 1965/66
- Победитель Второго Дивизиона: 1961/62
- Обладатель Кубка Англии: 1964/65
- Обладатель Суперкубка Англии (3): 1964, 1965, 1966

### В качестве тренера
«Уиган Атлетик»
- Победитель Северной Премьер-лиги: 1970/71
- Обладатель Кубка вызова Северной Премьер-лиги: 1971/72

Сборная Англии (до 18)
- Чемпион Европы (2): 1972, 1973

«Бешикташ»
- Чемпион Турции (3): 1989/90, 1990/91, 1991/92
- Обладатель Кубка Турции (3): 1988/89, 1989/90, 1993/94
- Обладатель Суперкубка Турции (2): 1989, 1992
- Обладатель Кубка премьер-министра: 1987/88
- Обладатель TSYD Cup (4): 1988/89, 1989/90, 1990/91, 1993/94